# Espace Rambouillet
L'Espace Rambouillet est un lieu privilégié d'observations des animaux et de la forêt créé par l'Office national des forêts (ONF). Il se trouve dans la commune de Sonchamp (Yvelines), au cœur de la forêt de Rambouillet. Depuis 2023, il est géré par la société Wild Connexion.

## Visite
On peut y trouver, entre autres :
- La « Forêt sauvage », un espace immersif de 180 hectares où l'on peut voir et croiser le chemin des biches, faons, sangliers, cerfs, rennes, etc. ;
- La « Forêt des cerfs », un sentier de découverte de 1 800 m, jalonné de postes d'observation avec des modules interactifs pour observer des cerfs élaphes, des biches, des chevreuils, des daims et découvrir la forêt du monde invisible : les petits habitants qui peuplent nos forêts insectes, batraciens, chiroptères, etc ;
- La « Forêt des aigles », un espace d'initiation à l'écologie des rapaces où plus de 150 rapaces de 30 espèces sont présentés lors d'une représentation en vol libre mais également comprendre le monde des oiseaux grâce à un parcours immersif avec des modules à manipuler pour aller à la rencontre de leur ancêtre,  comprendre le vol des oiseaux, leurs alimentations, leurs présences dans les écrits, etc ;
- la « Forêt d'Émile l'Écureuil » plus de 1000 m2 de trampolines géants suspendus dans les arbres pour bondir et rebondir tel un écureuil et découvrir les habitants du grand chêne.

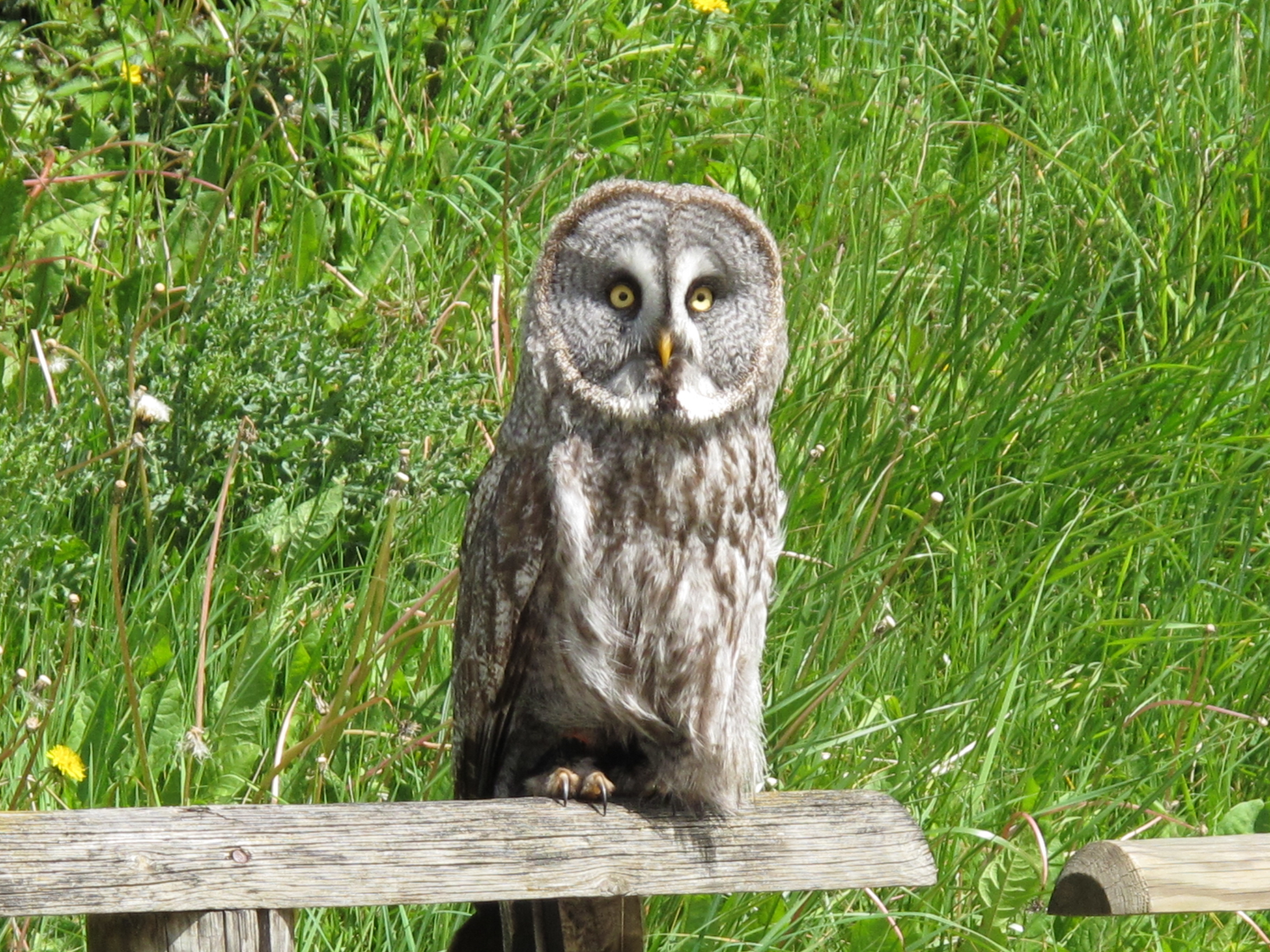
Chouette lapone à l'Espace Rambouillet.
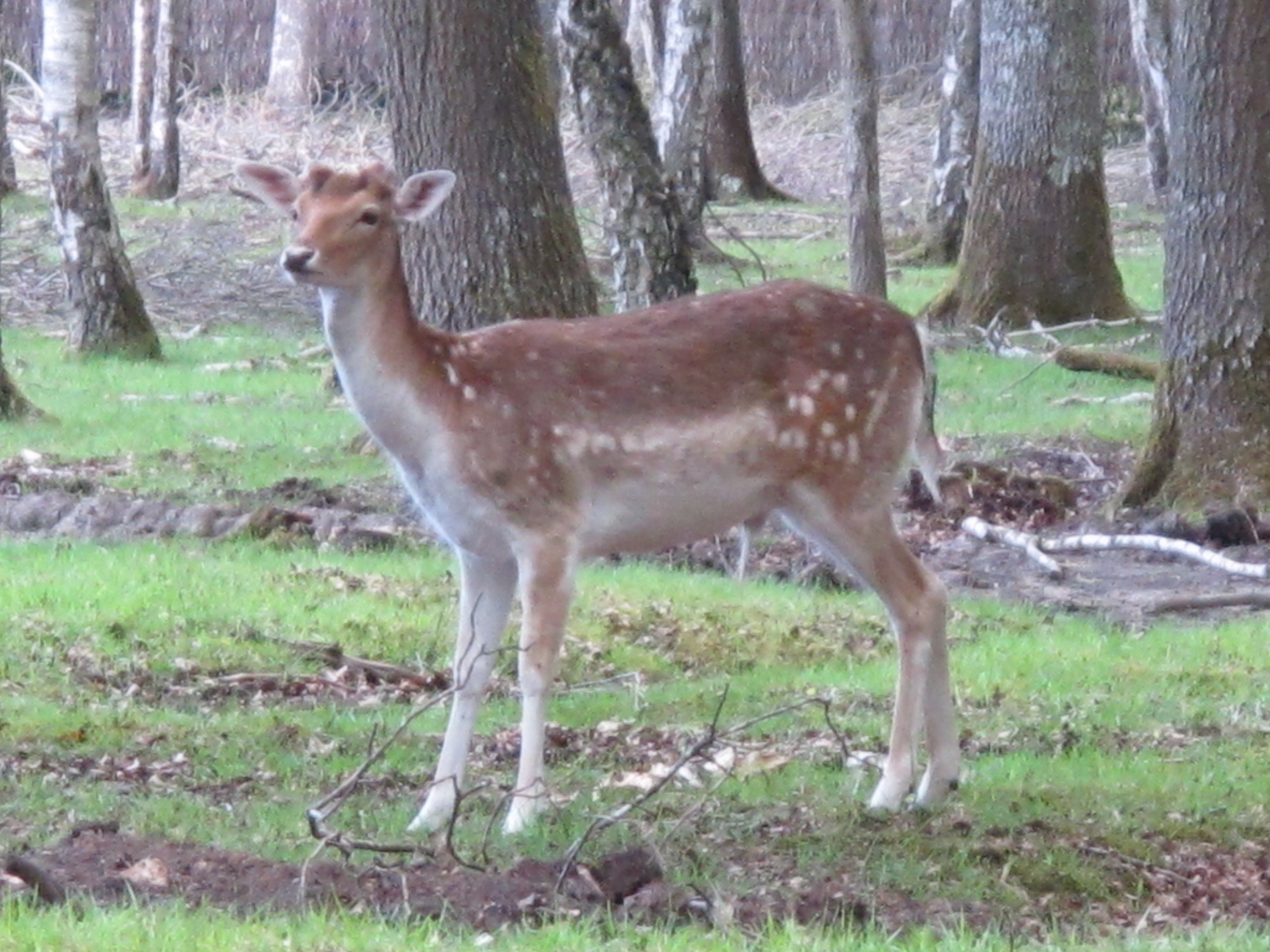
Daim à l'Espace Rambouillet.